# Château des Arcs
Le château des Arcs est un château français situé sur la commune de Cachan dans le Val-de-Marne au sein de la région Île-de-France. Il est aussi connu sous les noms de Fief des Arcs, Château de Provigny et Maison Renaissance

## Localisation
Le château se trouve à Cachan au 2 rue Besson, qui était le nom d'une des familles propriétaire du château au XIXe siècle (cette rue Besson borde le château par le nord). Il enserre les vestiges de l'aqueduc romain de Lutèce, et se trouve au pied de l'aqueduc Médicis, lui-même surmonté du pont-aqueduc Belgrand. 
Il abrite aujourd'hui le conservatoire de Cachan dont l'entrée est au 18 avenue Cousin-de-Méricourt, qui était le nom de la famille propriétaires du château avant la famille Besson. Cette avenue constitue la limite est du château. A l'ouest, le domaine du château est limité par la rue de Provigny, du nom d'épouse de la dernière propriétaire privée du château.
La Bièvre passe sous le château.

## Édifice classé monument historique
Les vestiges de l'aqueduc romain ont été classés  monument historique en 1862. Le château a été classé monument historique en 1875. Ce statut juridique est géré au niveau national par le ministère de la culture. 
Ils sont décrits au sein de  la base Mérimée dans la notice IA94000383,.

## Histoire
Au XIVe siècle le Roi Jean II le Bon possède un domaine à Cachan  qu'il cède à son 3e fils Jean duc de Berry. Ce dernier l'offre au connétable Bertrand du Guesclin (dont les armes seront intégrées au blason de la ville de Cachan). Bertrand du Guesclin vend à son tour ce fief le 8 juillet 1377 à Louis Ier duc d'Anjou, le second fils du Roi Jean II le Bon. C'est ce fief qui sera connu plus tard sous le nom de fief des Arcs et d'Anjou,. Cette appellation provient notamment du fait que des vestiges des arcs de l'ancien aqueduc romain subsistent sur ce fief.
En 1548, Claude d'Aligre, trésorier des Menus-Plaisirs du Roi François Ier, fait construire le château des Arcs en s'appuyant sur ces vestiges, plus précisément 3 piles et une portion d'arc,,. Puis le château passe aux mains de son fils Jean d'Aligre, Valet de Chambre du Roi. Denise d'Aligre, la fille de ce dernier en hérite. Elle épouse en 1599 Guillaume de Rubentel, Conseiller au Parlement de Paris. A leur décès, c'est leur fille Aimée de Rubentel qui prend possession du château. A cette époque, l'Aqueduc Médicis est réalisé (1613-1623). Son pont-aqueduc au niveau de Cachan passe au ras de la façade nord du château des Arcs, masquant une partie de cette dernière. AImée de Rubentel épouse Pierre Tiraqueau, Trésorier de France. Leur fille Marie Madeleine Tiraqueau hérite du château, et épouse François Doujat, Maître d'hôtel du roi. Le château entre ainsi dans l'illustre famille Doujat , de la noblesse de robe. Il y restera pendant plus de 100 ans. A cette époque, sont construits et accolés au sud du château, à l'ouest un logis en L et à l'est un bâtiment à vocation agricole. François Doujat possède le titre de Seigneur des Arcs et d'Anjou. C'est son fils Joseph Doujat, conseiller au Châtelet, qui hérite du château. A son décès en 1753, c'est son neveu Jean Joseph Le Boindre, conseiller au Parlement de Paris, qui prend possession du château et le conserve jusqu'à sa vente en 1756.
L'arbre généalogique qui suit donne les liens précis de parenté entre les différents possesseurs du château jusqu'en 1756. 
| Claude d'Aligre 1er propr. château | Claude d'Aligre 1er propr. château | Claude d'Aligre 1er propr. château | Claude d'Aligre 1er propr. château | Claude d'Aligre 1er propr. château                             | Claude d'Aligre 1er propr. château                     |                                                           |                                                           | Marie Le Lieur                                                    | Marie Le Lieur                                                    | Marie Le Lieur                                                    | Marie Le Lieur                                                    | Marie Le Lieur                                                    | Marie Le Lieur                                                    |                                              |                                              |                                                                                        |                                                                                        |                                                                                        |                                                                                        |                                                                                        |                                                                                        |
| Claude d'Aligre 1er propr. château | Claude d'Aligre 1er propr. château | Claude d'Aligre 1er propr. château | Claude d'Aligre 1er propr. château | Claude d'Aligre 1er propr. château                             | Claude d'Aligre 1er propr. château                     |                                                           |                                                           | Marie Le Lieur                                                    | Marie Le Lieur                                                    | Marie Le Lieur                                                    | Marie Le Lieur                                                    | Marie Le Lieur                                                    | Marie Le Lieur                                                    |                                              |                                              |                                                                                        |                                                                                        |                                                                                        |                                                                                        |                                                                                        |                                                                                        |
|                                    |                                    |                                    |                                    |                                                                |                                                        |                                                           |                                                           |                                                                   |                                                                   |                                                                   |                                                                   |                                                                   |                                                                   |                                              |                                              |                                                                                        |                                                                                        |                                                                                        |                                                                                        |                                                                                        |                                                                                        |
|                                    |                                    | Jean d'Aligre propr. château       | Jean d'Aligre propr. château       | Jean d'Aligre propr. château                                   | Jean d'Aligre propr. château                           | Jean d'Aligre propr. château                              | Jean d'Aligre propr. château                              |                                                                   |                                                                   | Marie d'Auvergne                                                  | Marie d'Auvergne                                                  | Marie d'Auvergne                                                  | Marie d'Auvergne                                                  | Marie d'Auvergne                             | Marie d'Auvergne                             |                                                                                        |                                                                                        |                                                                                        |                                                                                        |                                                                                        |                                                                                        |
|                                    |                                    | Jean d'Aligre propr. château       | Jean d'Aligre propr. château       | Jean d'Aligre propr. château                                   | Jean d'Aligre propr. château                           | Jean d'Aligre propr. château                              | Jean d'Aligre propr. château                              |                                                                   |                                                                   | Marie d'Auvergne                                                  | Marie d'Auvergne                                                  | Marie d'Auvergne                                                  | Marie d'Auvergne                                                  | Marie d'Auvergne                             | Marie d'Auvergne                             |                                                                                        |                                                                                        |                                                                                        |                                                                                        |                                                                                        |                                                                                        |
|                                    |                                    |                                    |                                    |                                                                |                                                        |                                                           |                                                           |                                                                   |                                                                   |                                                                   |                                                                   |                                                                   |                                                                   |                                              |                                              |                                                                                        |                                                                                        |                                                                                        |                                                                                        |                                                                                        |                                                                                        |
|                                    |                                    |                                    |                                    | Denise d'Aligre (-1613) propr. château (jusqu'en 1613)         | Denise d'Aligre (-1613) propr. château (jusqu'en 1613) | Denise d'Aligre (-1613) propr. château (jusqu'en 1613)    | Denise d'Aligre (-1613) propr. château (jusqu'en 1613)    | Denise d'Aligre (-1613) propr. château (jusqu'en 1613)            | Denise d'Aligre (-1613) propr. château (jusqu'en 1613)            |                                                                   |                                                                   | Guillaume de Rubentel (-1617) propr. château                      | Guillaume de Rubentel (-1617) propr. château                      | Guillaume de Rubentel (-1617) propr. château | Guillaume de Rubentel (-1617) propr. château | Guillaume de Rubentel (-1617) propr. château                                           | Guillaume de Rubentel (-1617) propr. château                                           |                                                                                        |                                                                                        |                                                                                        |                                                                                        |
|                                    |                                    |                                    |                                    | Denise d'Aligre (-1613) propr. château (jusqu'en 1613)         | Denise d'Aligre (-1613) propr. château (jusqu'en 1613) | Denise d'Aligre (-1613) propr. château (jusqu'en 1613)    | Denise d'Aligre (-1613) propr. château (jusqu'en 1613)    | Denise d'Aligre (-1613) propr. château (jusqu'en 1613)            | Denise d'Aligre (-1613) propr. château (jusqu'en 1613)            |                                                                   |                                                                   | Guillaume de Rubentel (-1617) propr. château                      | Guillaume de Rubentel (-1617) propr. château                      | Guillaume de Rubentel (-1617) propr. château | Guillaume de Rubentel (-1617) propr. château | Guillaume de Rubentel (-1617) propr. château                                           | Guillaume de Rubentel (-1617) propr. château                                           |                                                                                        |                                                                                        |                                                                                        |                                                                                        |
|                                    |                                    |                                    |                                    |                                                                |                                                        |                                                           |                                                           |                                                                   |                                                                   |                                                                   |                                                                   |                                                                   |                                                                   |                                              |                                              |                                                                                        |                                                                                        |                                                                                        |                                                                                        |                                                                                        |                                                                                        |
|                                    |                                    |                                    |                                    |                                                                |                                                        | Aimée de Rubentel (-1659) propr. château (de 1617 à 1659) | Aimée de Rubentel (-1659) propr. château (de 1617 à 1659) | Aimée de Rubentel (-1659) propr. château (de 1617 à 1659)         | Aimée de Rubentel (-1659) propr. château (de 1617 à 1659)         | Aimée de Rubentel (-1659) propr. château (de 1617 à 1659)         | Aimée de Rubentel (-1659) propr. château (de 1617 à 1659)         |                                                                   |                                                                   | Pierre Tiraqueau                             | Pierre Tiraqueau                             | Pierre Tiraqueau                                                                       | Pierre Tiraqueau                                                                       | Pierre Tiraqueau                                                                       | Pierre Tiraqueau                                                                       |                                                                                        |                                                                                        |
|                                    |                                    |                                    |                                    |                                                                |                                                        | Aimée de Rubentel (-1659) propr. château (de 1617 à 1659) | Aimée de Rubentel (-1659) propr. château (de 1617 à 1659) | Aimée de Rubentel (-1659) propr. château (de 1617 à 1659)         | Aimée de Rubentel (-1659) propr. château (de 1617 à 1659)         | Aimée de Rubentel (-1659) propr. château (de 1617 à 1659)         | Aimée de Rubentel (-1659) propr. château (de 1617 à 1659)         |                                                                   |                                                                   | Pierre Tiraqueau                             | Pierre Tiraqueau                             | Pierre Tiraqueau                                                                       | Pierre Tiraqueau                                                                       | Pierre Tiraqueau                                                                       | Pierre Tiraqueau                                                                       |                                                                                        |                                                                                        |
|                                    |                                    |                                    |                                    |                                                                |                                                        |                                                           |                                                           |                                                                   |                                                                   |                                                                   |                                                                   |                                                                   |                                                                   |                                              |                                              |                                                                                        |                                                                                        |                                                                                        |                                                                                        |                                                                                        |                                                                                        |
|                                    |                                    |                                    |                                    |                                                                |                                                        |                                                           |                                                           | Marie Madeleine Tiraqueau (-1709) propr. château (de 1659 à 1709) | Marie Madeleine Tiraqueau (-1709) propr. château (de 1659 à 1709) | Marie Madeleine Tiraqueau (-1709) propr. château (de 1659 à 1709) | Marie Madeleine Tiraqueau (-1709) propr. château (de 1659 à 1709) | Marie Madeleine Tiraqueau (-1709) propr. château (de 1659 à 1709) | Marie Madeleine Tiraqueau (-1709) propr. château (de 1659 à 1709) |                                              |                                              | François Doujat (-1698) Seigneur des Arcs et d'Anjou propr. château (de 1660 à 1698)   | François Doujat (-1698) Seigneur des Arcs et d'Anjou propr. château (de 1660 à 1698)   | François Doujat (-1698) Seigneur des Arcs et d'Anjou propr. château (de 1660 à 1698)   | François Doujat (-1698) Seigneur des Arcs et d'Anjou propr. château (de 1660 à 1698)   | François Doujat (-1698) Seigneur des Arcs et d'Anjou propr. château (de 1660 à 1698)   | François Doujat (-1698) Seigneur des Arcs et d'Anjou propr. château (de 1660 à 1698)   |
|                                    |                                    |                                    |                                    |                                                                |                                                        |                                                           |                                                           | Marie Madeleine Tiraqueau (-1709) propr. château (de 1659 à 1709) | Marie Madeleine Tiraqueau (-1709) propr. château (de 1659 à 1709) | Marie Madeleine Tiraqueau (-1709) propr. château (de 1659 à 1709) | Marie Madeleine Tiraqueau (-1709) propr. château (de 1659 à 1709) | Marie Madeleine Tiraqueau (-1709) propr. château (de 1659 à 1709) | Marie Madeleine Tiraqueau (-1709) propr. château (de 1659 à 1709) |                                              |                                              | François Doujat (-1698) Seigneur des Arcs et d'Anjou propr. château (de 1660 à 1698)   | François Doujat (-1698) Seigneur des Arcs et d'Anjou propr. château (de 1660 à 1698)   | François Doujat (-1698) Seigneur des Arcs et d'Anjou propr. château (de 1660 à 1698)   | François Doujat (-1698) Seigneur des Arcs et d'Anjou propr. château (de 1660 à 1698)   | François Doujat (-1698) Seigneur des Arcs et d'Anjou propr. château (de 1660 à 1698)   | François Doujat (-1698) Seigneur des Arcs et d'Anjou propr. château (de 1660 à 1698)   |
|                                    |                                    |                                    |                                    |                                                                |                                                        |                                                           |                                                           |                                                                   |                                                                   |                                                                   |                                                                   |                                                                   |                                                                   |                                              |                                              |                                                                                        |                                                                                        |                                                                                        |                                                                                        |                                                                                        |                                                                                        |
|                                    |                                    |                                    |                                    |                                                                |                                                        |                                                           |                                                           |                                                                   |                                                                   |                                                                   |                                                                   |                                                                   |                                                                   |                                              |                                              |                                                                                        |                                                                                        |                                                                                        |                                                                                        |                                                                                        |                                                                                        |
| Marie Doujat (1663-1739)           | Marie Doujat (1663-1739)           | Marie Doujat (1663-1739)           | Marie Doujat (1663-1739)           | Marie Doujat (1663-1739)                                       | Marie Doujat (1663-1739)                               |                                                           |                                                           | Jean-Baptiste Le Boindre (-1742)                                  | Jean-Baptiste Le Boindre (-1742)                                  | Jean-Baptiste Le Boindre (-1742)                                  | Jean-Baptiste Le Boindre (-1742)                                  | Jean-Baptiste Le Boindre (-1742)                                  | Jean-Baptiste Le Boindre (-1742)                                  |                                              |                                              | Joseph Doujat (1672-1753) Seigneur des Arcs et d'Anjou propr. château (de 1709 à 1753) | Joseph Doujat (1672-1753) Seigneur des Arcs et d'Anjou propr. château (de 1709 à 1753) | Joseph Doujat (1672-1753) Seigneur des Arcs et d'Anjou propr. château (de 1709 à 1753) | Joseph Doujat (1672-1753) Seigneur des Arcs et d'Anjou propr. château (de 1709 à 1753) | Joseph Doujat (1672-1753) Seigneur des Arcs et d'Anjou propr. château (de 1709 à 1753) | Joseph Doujat (1672-1753) Seigneur des Arcs et d'Anjou propr. château (de 1709 à 1753) |
| Marie Doujat (1663-1739)           | Marie Doujat (1663-1739)           | Marie Doujat (1663-1739)           | Marie Doujat (1663-1739)           | Marie Doujat (1663-1739)                                       | Marie Doujat (1663-1739)                               |                                                           |                                                           | Jean-Baptiste Le Boindre (-1742)                                  | Jean-Baptiste Le Boindre (-1742)                                  | Jean-Baptiste Le Boindre (-1742)                                  | Jean-Baptiste Le Boindre (-1742)                                  | Jean-Baptiste Le Boindre (-1742)                                  | Jean-Baptiste Le Boindre (-1742)                                  |                                              |                                              | Joseph Doujat (1672-1753) Seigneur des Arcs et d'Anjou propr. château (de 1709 à 1753) | Joseph Doujat (1672-1753) Seigneur des Arcs et d'Anjou propr. château (de 1709 à 1753) | Joseph Doujat (1672-1753) Seigneur des Arcs et d'Anjou propr. château (de 1709 à 1753) | Joseph Doujat (1672-1753) Seigneur des Arcs et d'Anjou propr. château (de 1709 à 1753) | Joseph Doujat (1672-1753) Seigneur des Arcs et d'Anjou propr. château (de 1709 à 1753) | Joseph Doujat (1672-1753) Seigneur des Arcs et d'Anjou propr. château (de 1709 à 1753) |
|                                    |                                    |                                    |                                    |                                                                |                                                        |                                                           |                                                           |                                                                   |                                                                   |                                                                   |                                                                   |                                                                   |                                                                   |                                              |                                              |                                                                                        |                                                                                        |                                                                                        |                                                                                        |                                                                                        |                                                                                        |
|                                    |                                    |                                    |                                    | Jean Joseph Le Boindre (-1757) propr. château (de 1753 à 1756) |                                                        |                                                           |                                                           |                                                                   |                                                                   |                                                                   |                                                                   |                                                                   |                                                                   |                                              |                                              |                                                                                        |                                                                                        |                                                                                        |                                                                                        |                                                                                        |                                                                                        |

En 1756, le château des Arcs est vendu à l'orfèvre René Deleinte (selon l'orthographe rencontré sur les actes de cette époque, alors que des écrits récents donnent l'orthographe Delinthe). C'est sa fille Julie Anaclète Deleinte qui hérite du château. Elle épouse Jean Barthélémy Cousin de Méricourt, guillotiné en 1794. Au décès de Julie en 1857, c'est leur fille Anaclète Cousin de Méricourt qui prend possession du château. Elle épouse en 1812 son cousin le colonel Louis Besson, président du conseil général de la Seine. C'est leur fille Palmyre Anaclète Cousin de Méricourt qui hérite du château. Mariée en 1850 à Alexandre André de Provigny, elle est ainsi connue sous le nom de Madame de Provigny (le château des Arcs a ainsi été nommé à cette époque château de Provigny). Elle conserve le château jusqu'à son décès en 1908, et en est la dernière propriétaire privée.
L'arbre généalogique qui suit donne les liens précis de parenté entre les différents possesseurs du château de 1756 à 1908
| René Deleinte (1713-1785) propr. château (de 1756 à 1785) | René Deleinte (1713-1785) propr. château (de 1756 à 1785) | René Deleinte (1713-1785) propr. château (de 1756 à 1785) | René Deleinte (1713-1785) propr. château (de 1756 à 1785) | René Deleinte (1713-1785) propr. château (de 1756 à 1785)          | René Deleinte (1713-1785) propr. château (de 1756 à 1785)          |                                                                    |                                                                    | Marie Mignerat (-1787)                                                   | Marie Mignerat (-1787)                                                   | Marie Mignerat (-1787)                                                   | Marie Mignerat (-1787)                                                   | Marie Mignerat (-1787)                                                   | Marie Mignerat (-1787)                                                   |                                                                     |                                                                     |                                                                     |                                                                     |                                  |                                  |                                   |                                   |                                   |                                   |                                   |                                   |
| René Deleinte (1713-1785) propr. château (de 1756 à 1785) | René Deleinte (1713-1785) propr. château (de 1756 à 1785) | René Deleinte (1713-1785) propr. château (de 1756 à 1785) | René Deleinte (1713-1785) propr. château (de 1756 à 1785) | René Deleinte (1713-1785) propr. château (de 1756 à 1785)          | René Deleinte (1713-1785) propr. château (de 1756 à 1785)          |                                                                    |                                                                    | Marie Mignerat (-1787)                                                   | Marie Mignerat (-1787)                                                   | Marie Mignerat (-1787)                                                   | Marie Mignerat (-1787)                                                   | Marie Mignerat (-1787)                                                   | Marie Mignerat (-1787)                                                   |                                                                     |                                                                     |                                                                     |                                                                     |                                  |                                  |                                   |                                   |                                   |                                   |                                   |                                   |
|                                                           |                                                           |                                                           |                                                           |                                                                    |                                                                    |                                                                    |                                                                    |                                                                          |                                                                          |                                                                          |                                                                          |                                                                          |                                                                          |                                                                     |                                                                     |                                                                     |                                                                     |                                  |                                  |                                   |                                   |                                   |                                   |                                   |                                   |
|                                                           |                                                           |                                                           |                                                           | Julie Anaclète Deleinte (1765-1857) propr. château (jusqu'en 1857) | Julie Anaclète Deleinte (1765-1857) propr. château (jusqu'en 1857) | Julie Anaclète Deleinte (1765-1857) propr. château (jusqu'en 1857) | Julie Anaclète Deleinte (1765-1857) propr. château (jusqu'en 1857) | Julie Anaclète Deleinte (1765-1857) propr. château (jusqu'en 1857)       | Julie Anaclète Deleinte (1765-1857) propr. château (jusqu'en 1857)       |                                                                          |                                                                          | Jean Cousin de Méricourt (1751-1794)                                     | Jean Cousin de Méricourt (1751-1794)                                     | Jean Cousin de Méricourt (1751-1794)                                | Jean Cousin de Méricourt (1751-1794)                                | Jean Cousin de Méricourt (1751-1794)                                | Jean Cousin de Méricourt (1751-1794)                                |                                  |                                  |                                   |                                   |                                   |                                   |                                   |                                   |
|                                                           |                                                           |                                                           |                                                           | Julie Anaclète Deleinte (1765-1857) propr. château (jusqu'en 1857) | Julie Anaclète Deleinte (1765-1857) propr. château (jusqu'en 1857) | Julie Anaclète Deleinte (1765-1857) propr. château (jusqu'en 1857) | Julie Anaclète Deleinte (1765-1857) propr. château (jusqu'en 1857) | Julie Anaclète Deleinte (1765-1857) propr. château (jusqu'en 1857)       | Julie Anaclète Deleinte (1765-1857) propr. château (jusqu'en 1857)       |                                                                          |                                                                          | Jean Cousin de Méricourt (1751-1794)                                     | Jean Cousin de Méricourt (1751-1794)                                     | Jean Cousin de Méricourt (1751-1794)                                | Jean Cousin de Méricourt (1751-1794)                                | Jean Cousin de Méricourt (1751-1794)                                | Jean Cousin de Méricourt (1751-1794)                                |                                  |                                  |                                   |                                   |                                   |                                   |                                   |                                   |
|                                                           |                                                           |                                                           |                                                           |                                                                    |                                                                    |                                                                    |                                                                    |                                                                          |                                                                          |                                                                          |                                                                          |                                                                          |                                                                          |                                                                     |                                                                     |                                                                     |                                                                     |                                  |                                  |                                   |                                   |                                   |                                   |                                   |                                   |
|                                                           |                                                           |                                                           |                                                           |                                                                    |                                                                    |                                                                    |                                                                    | Anaclète Cousin de Méricourt (1795-1883) propr. château (de 1857 à 1883) | Anaclète Cousin de Méricourt (1795-1883) propr. château (de 1857 à 1883) | Anaclète Cousin de Méricourt (1795-1883) propr. château (de 1857 à 1883) | Anaclète Cousin de Méricourt (1795-1883) propr. château (de 1857 à 1883) | Anaclète Cousin de Méricourt (1795-1883) propr. château (de 1857 à 1883) | Anaclète Cousin de Méricourt (1795-1883) propr. château (de 1857 à 1883) |                                                                     |                                                                     | Louis Edouard Besson (1783-1865)                                    | Louis Edouard Besson (1783-1865)                                    | Louis Edouard Besson (1783-1865) | Louis Edouard Besson (1783-1865) | Louis Edouard Besson (1783-1865)  | Louis Edouard Besson (1783-1865)  |                                   |                                   |                                   |                                   |
|                                                           |                                                           |                                                           |                                                           |                                                                    |                                                                    |                                                                    |                                                                    | Anaclète Cousin de Méricourt (1795-1883) propr. château (de 1857 à 1883) | Anaclète Cousin de Méricourt (1795-1883) propr. château (de 1857 à 1883) | Anaclète Cousin de Méricourt (1795-1883) propr. château (de 1857 à 1883) | Anaclète Cousin de Méricourt (1795-1883) propr. château (de 1857 à 1883) | Anaclète Cousin de Méricourt (1795-1883) propr. château (de 1857 à 1883) | Anaclète Cousin de Méricourt (1795-1883) propr. château (de 1857 à 1883) |                                                                     |                                                                     | Louis Edouard Besson (1783-1865)                                    | Louis Edouard Besson (1783-1865)                                    | Louis Edouard Besson (1783-1865) | Louis Edouard Besson (1783-1865) | Louis Edouard Besson (1783-1865)  | Louis Edouard Besson (1783-1865)  |                                   |                                   |                                   |                                   |
|                                                           |                                                           |                                                           |                                                           |                                                                    |                                                                    |                                                                    |                                                                    |                                                                          |                                                                          |                                                                          |                                                                          |                                                                          |                                                                          |                                                                     |                                                                     |                                                                     |                                                                     |                                  |                                  |                                   |                                   |                                   |                                   |                                   |                                   |
|                                                           |                                                           |                                                           |                                                           |                                                                    |                                                                    |                                                                    |                                                                    |                                                                          |                                                                          |                                                                          |                                                                          | Palmyre Anaclète Besson (1821-1908) propr. château (de 1883 à 1908)      | Palmyre Anaclète Besson (1821-1908) propr. château (de 1883 à 1908)      | Palmyre Anaclète Besson (1821-1908) propr. château (de 1883 à 1908) | Palmyre Anaclète Besson (1821-1908) propr. château (de 1883 à 1908) | Palmyre Anaclète Besson (1821-1908) propr. château (de 1883 à 1908) | Palmyre Anaclète Besson (1821-1908) propr. château (de 1883 à 1908) |                                  |                                  | Alexandre de Provigny (1821-1863) | Alexandre de Provigny (1821-1863) | Alexandre de Provigny (1821-1863) | Alexandre de Provigny (1821-1863) | Alexandre de Provigny (1821-1863) | Alexandre de Provigny (1821-1863) |
|                                                           |                                                           |                                                           |                                                           |                                                                    |                                                                    |                                                                    |                                                                    |                                                                          |                                                                          |                                                                          |                                                                          | Palmyre Anaclète Besson (1821-1908) propr. château (de 1883 à 1908)      | Palmyre Anaclète Besson (1821-1908) propr. château (de 1883 à 1908)      | Palmyre Anaclète Besson (1821-1908) propr. château (de 1883 à 1908) | Palmyre Anaclète Besson (1821-1908) propr. château (de 1883 à 1908) | Palmyre Anaclète Besson (1821-1908) propr. château (de 1883 à 1908) | Palmyre Anaclète Besson (1821-1908) propr. château (de 1883 à 1908) |                                  |                                  | Alexandre de Provigny (1821-1863) | Alexandre de Provigny (1821-1863) | Alexandre de Provigny (1821-1863) | Alexandre de Provigny (1821-1863) | Alexandre de Provigny (1821-1863) | Alexandre de Provigny (1821-1863) |

Décédée sans postérité, Palmyre Anaclète Besson (épouse de Provigny) lègue sa propriété et une somme de 10 millions de francs à l'Assistance publique. Elle lègue aussi au Conservatoire de musique de Paris la collection de violons de son père dont un Stradivarius de 1716 (dit "Le Provigny"), qui est aujourd'hui une pièce maîtresse du  Musée de la Musique à Paris. Selon les volontés de Madame de Provigny un hospice (EHPAD Cousin de Méricourt) est créé en 1913 sur le domaine. Le château loge le personnel de l'hospice, puis devient dans les années 1980 le conservatoire de musique de la ville de Cachan.

## Architecture
La partie du XVIe siècle, construite sur les vestiges de l'aqueduc romain, possède sur sa façade nord 3 avant-corps peu marqués dont celui du centre est doté d'une porte cochère qui donne l'accès au château (rue Besson). Cette façade est nettement masquée par les arcs de l'aqueduc de Médicis. Elle est construite en moellons de calcaire. Au dessus de la porte cochère encadrée de pilastres supportant des  statues et surmontée de niches, on trouve une salle voutée sur croisée d'ogives. La façade sud a fait l'objet plusieurs transformations aux XVIIe et XIXe siècle.
Le logis en L ajouté au milieu du XVIIe siècle a fortement évolué au XIXe siècle avec notamment l'ajout d'un étage dont la toiture est en zinc et ardoises, d'un perron à colonnes, et enfin d'une grille clôturant le château.
Le château a fait l'objet d'une importante rénovation dans les années 1990.

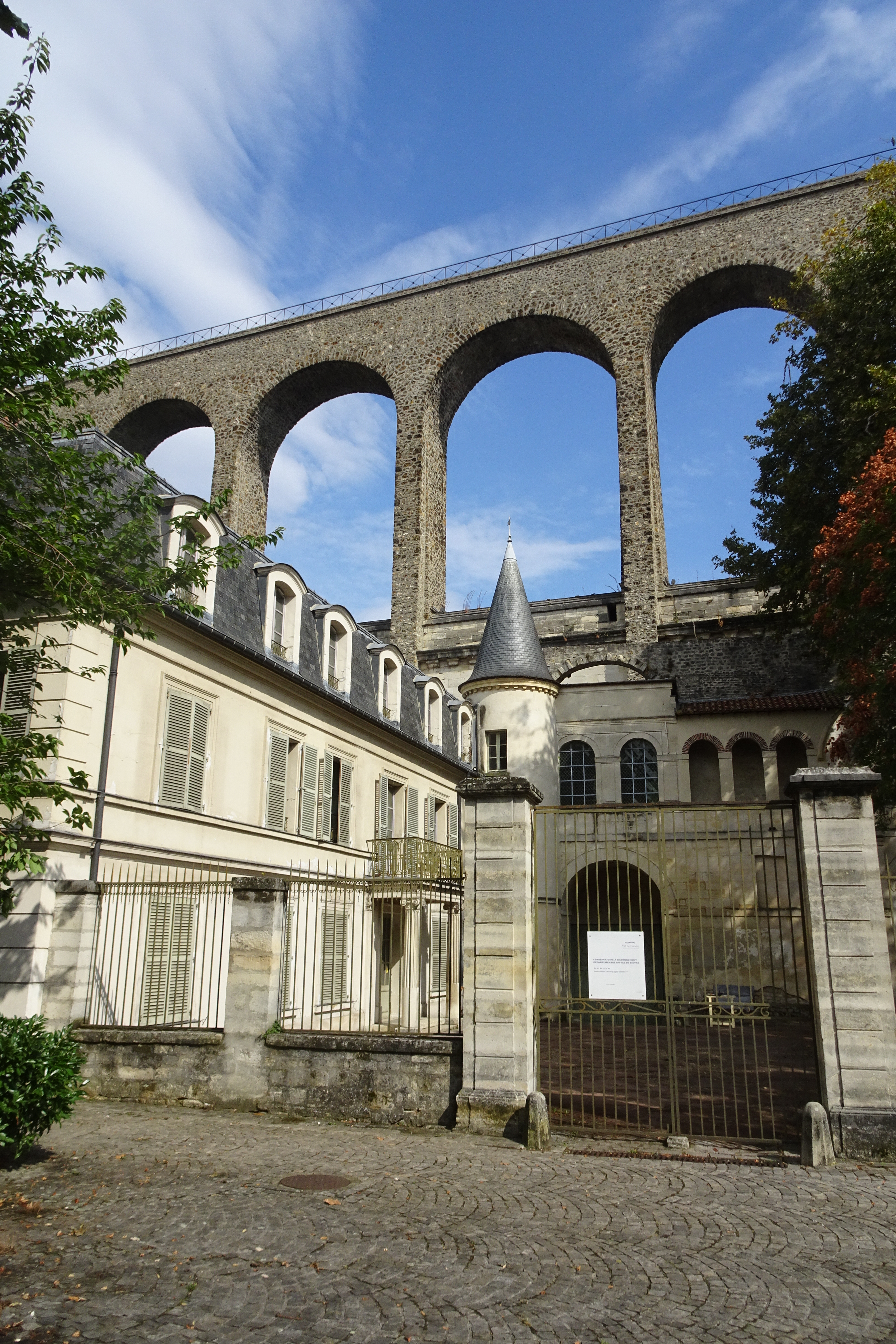
Façade sud sous le pont-aqueduc Belgrand
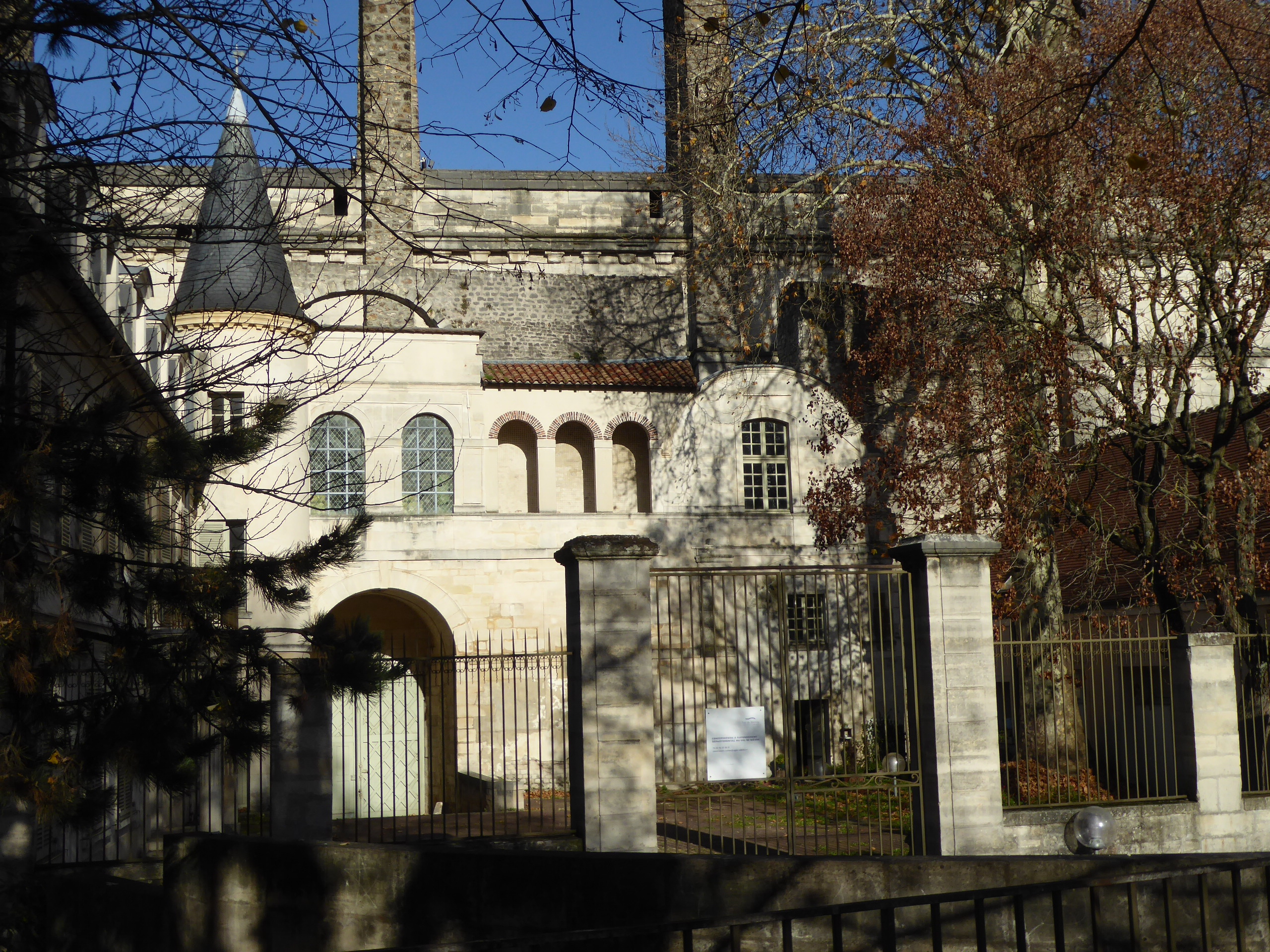
Façade sud
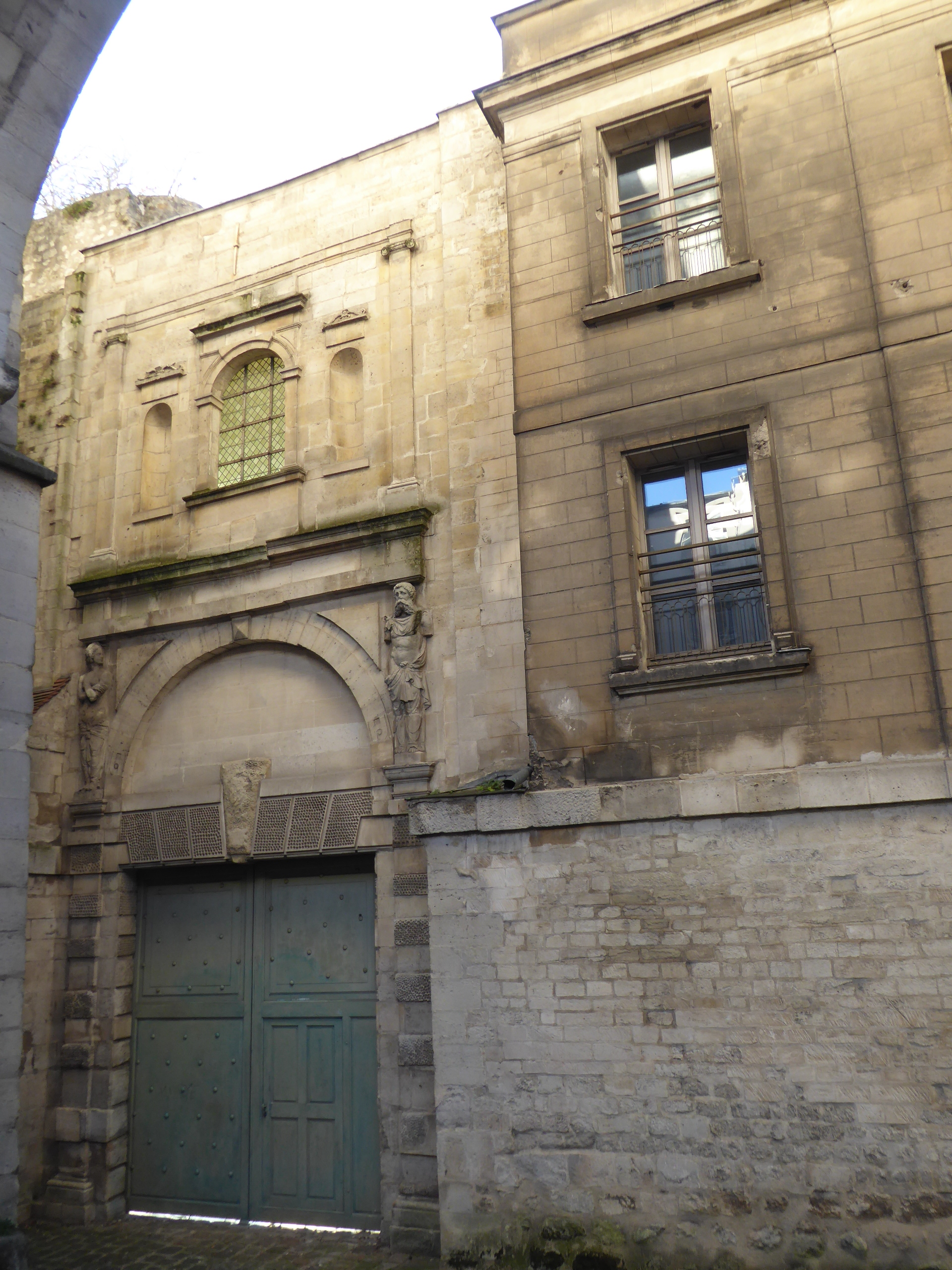
Façade nord
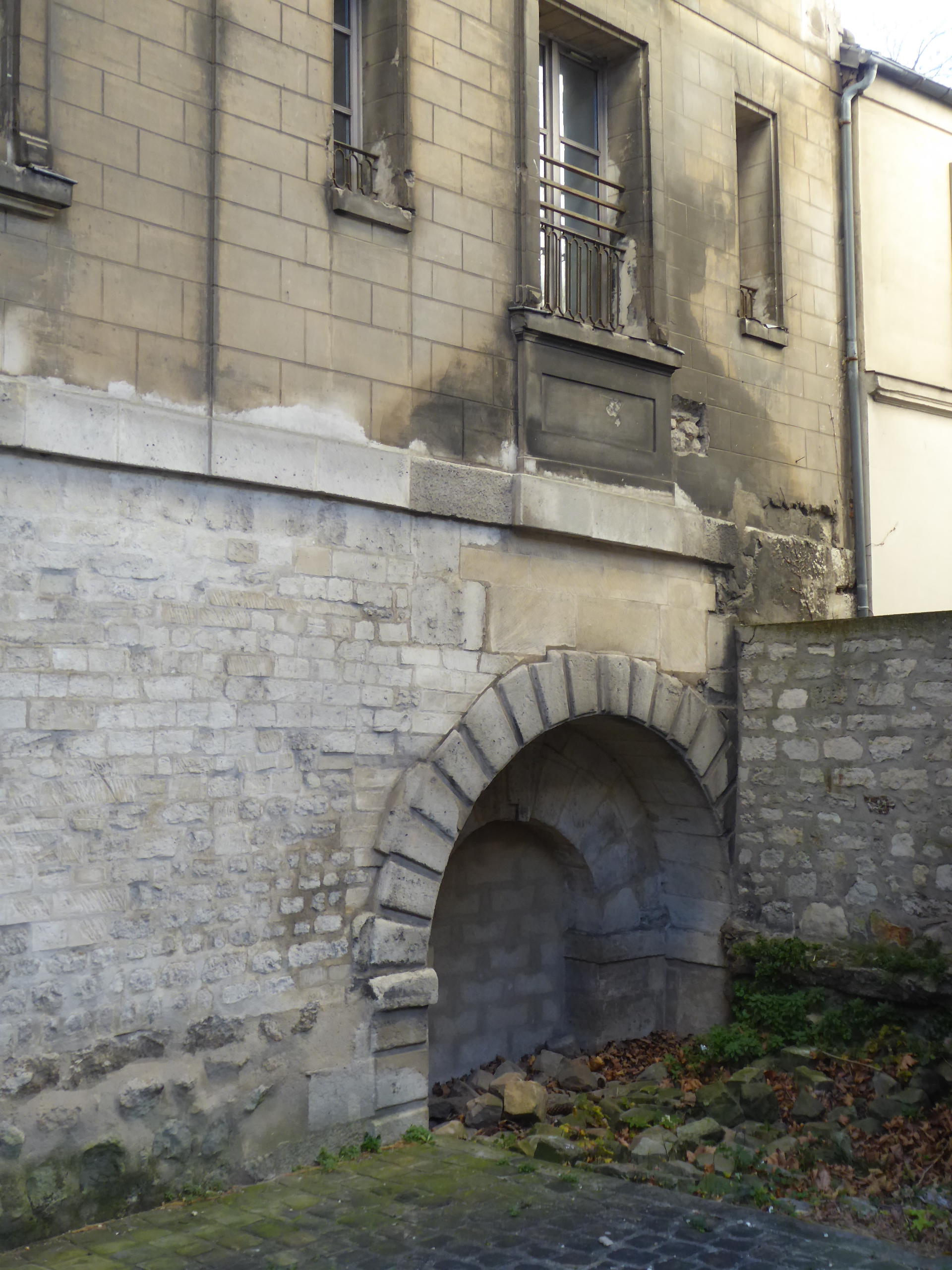
Passage de la Bièvre sous le château

Le parc de Madame de Provigny, photographies d'Eugène Atget, 1901.
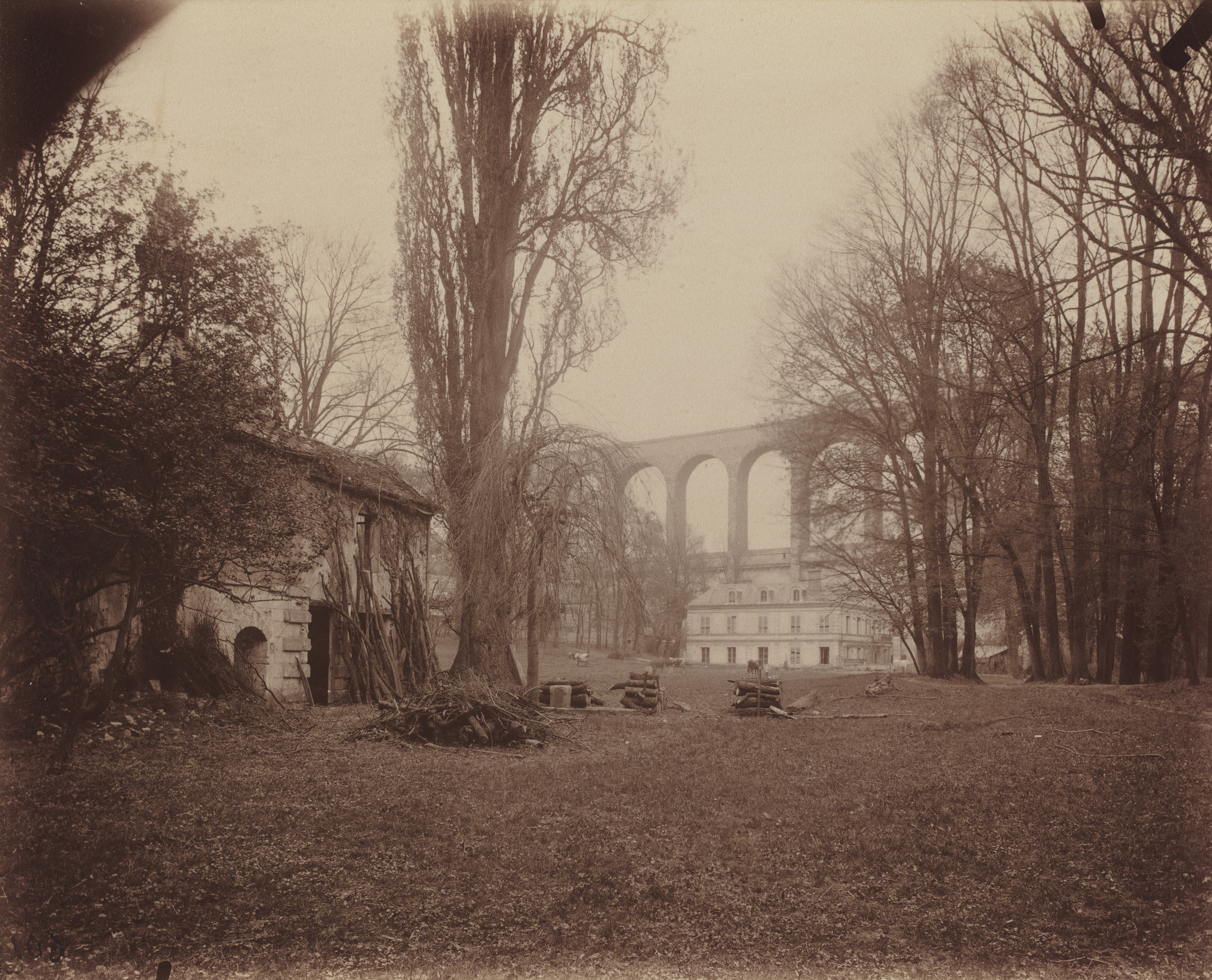
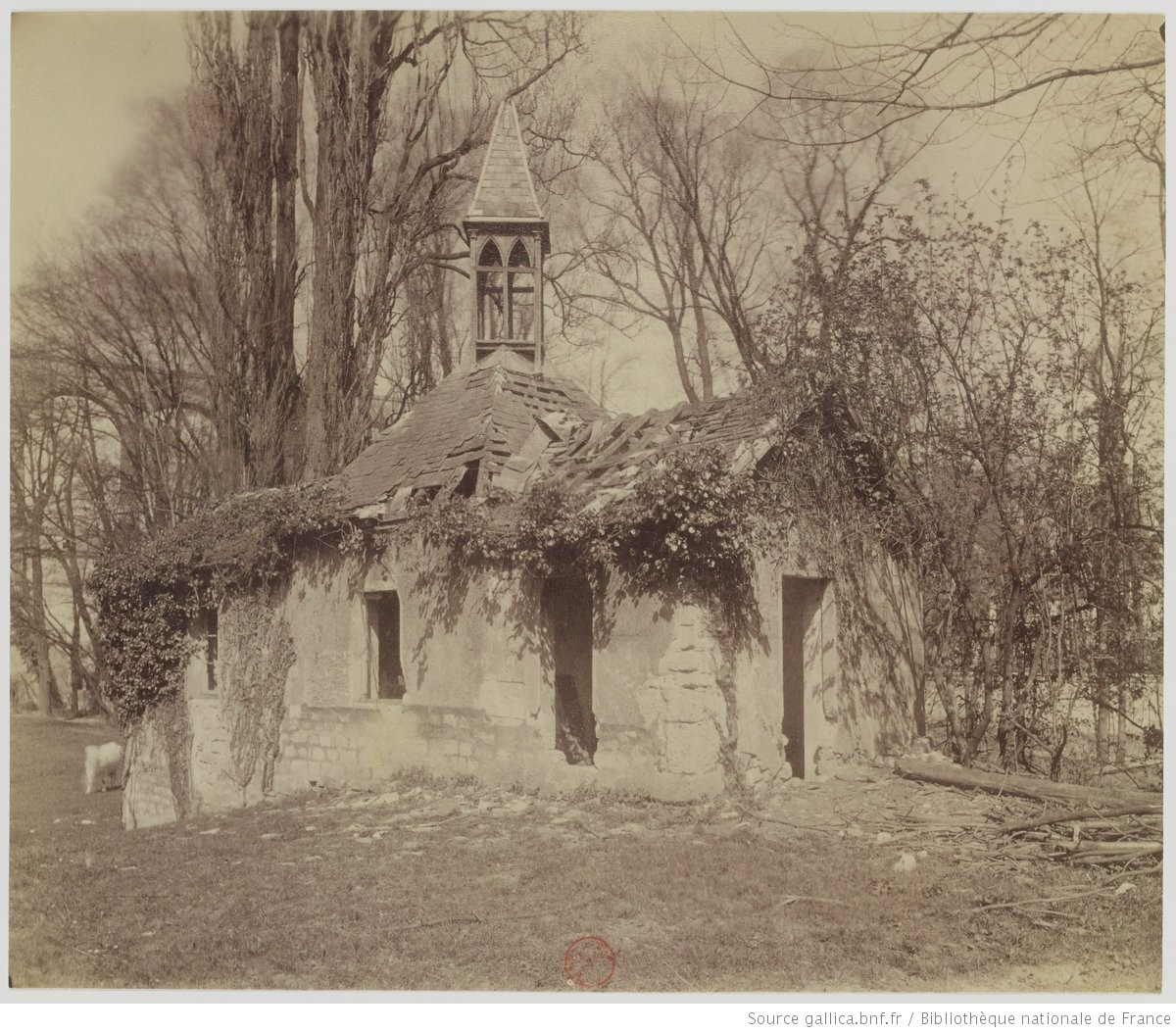
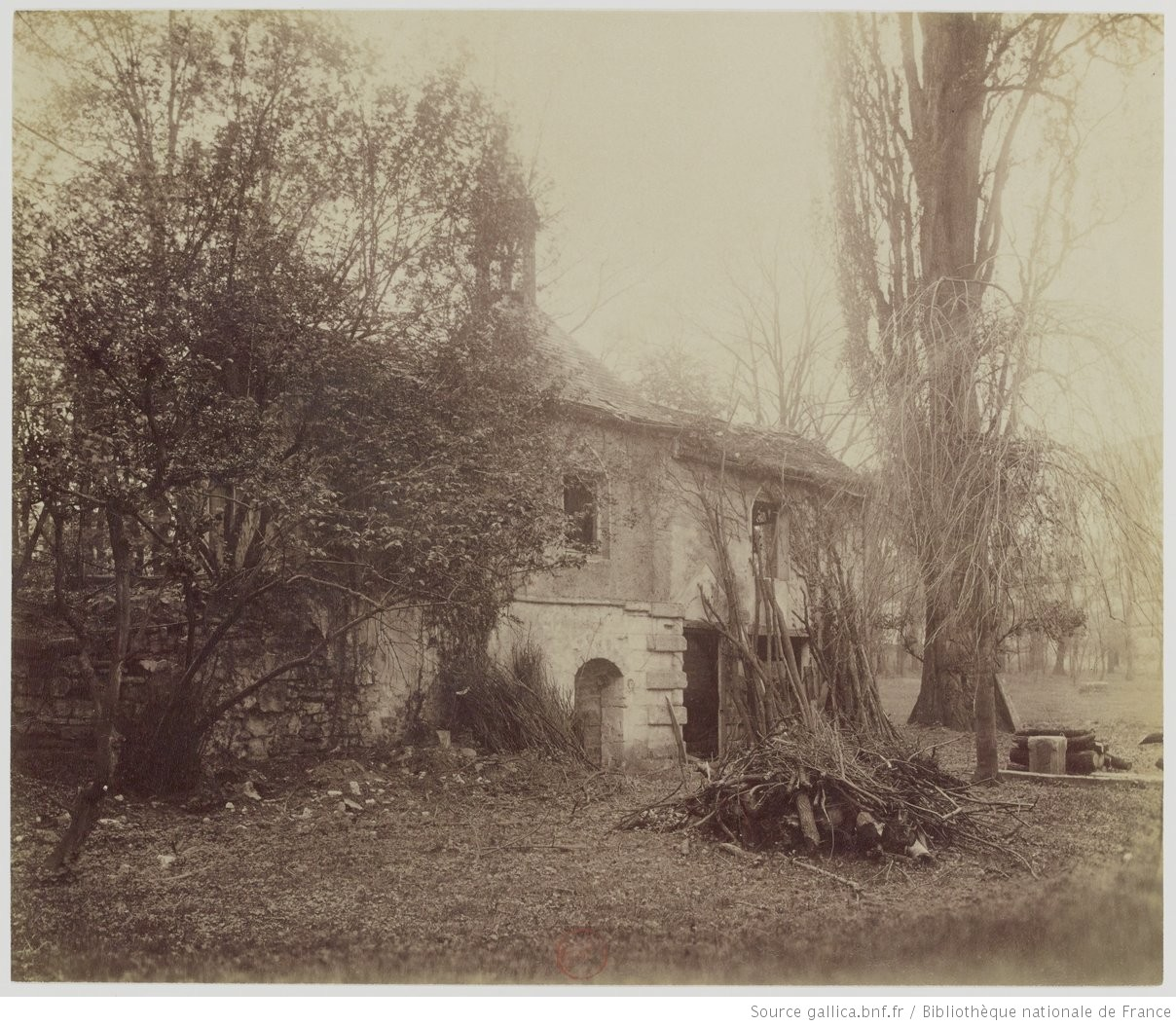